# Анатолий Божинов
Анатолий Димитров Божинов (или Анатоли Божинов) е български актьор, певец и режисьор на спектакли и дублажи. Занимава се активно с куклен театър, озвучаване и режисиране на дублажи на филми и сериали.

## Биография
Божинов е роден на 15 август в град София, Народна република България. Завършва ВИТИЗ „Кръстьо Сарафов“ със специалност „Актьорско майсторство за куклен театър“ в класа на професор Николина Георгиева.
От средата на 90-те години до началото на 21-ви век играе в трупата на „Театър 13“ със седалище НДК. Също така играе в Кукления театър в Благоевград, както и в Театрално ателие „Шило“ в град София.
Освен актьор и режисьор, той е автор на шоу-спектаклите „Свят за двама“, „Циганска одисея“, куклените представления „Приказка по пижами“ и „Красавицата и Звяра“. От 2008 г. работи в тандем с актрисата и певица Варвара Панкова. Двамата заедно играят в град Хасково по покана на Ротари клуб „Хасково-Аида“ и на ESCOM.
Снимал се е в множество български продукции с малки роли и масовки.

## Участия в театъра

### Като актьор
Куклен театър Благоевград
1. 7 април 1986 г. – „Адвокатът Патлен“, режисьор Александър Галперин[8][9]
2. 10 октомври 1986 г. – „Косе босе“ от Рада Москова, режисьор Вергиния Павлова[10][11]
3. 1987 г. – „Пикник на бойното поле“ от Фернандо Арабел, режисьор Атанас Илков[12][13]
4. 16 ноември 1987 г. – „Куцото петле“ от Рада Москова, режисьор Лиляна Дочева[14][15]
5. 15 март 1988 г. – „Папагалчето Пай“ от Йордан Тодоров, режисьори Марина Кунгелова и Божинов[16][17]
6. 1988 г. – „Имало едно време“, режисьор Анета Танева[18][19]

Театър 13
1. 1996/2002 г. – „Силуети“[4]

Театрално ателие „Шило“, град София
1. 2001 г. – „Нова приказка за Червената шапчица“[20][21][22]
2. „Красавицата и звярът“ от Мадам дьо Вильнов[23][24]

град Хасково
1. „Свят за двама“[3]
2. Армандо в „Циганска одисея“[3]

### Като режисьор
Куклен театър Благоевград
1. „Красавицата и звярът“[25][26]
2. 15 март 1988 г. – „Папагалчето Пай“ от Йордан Тодоров (с Марина Кунгелова)[27][28]

Театрално ателие „Шило“, град София
1. „Красавицата и звярът“ от Мадам дьо Вильнов[29][30]
2. 2001 г. – „Нова приказка за Червената шапчица“[31][32][33]

## Кариера в дублажа
Божинов се занимава с озвучаване на филми и сериали от втората половина на 90-те години във филми с нахсинхронен дублаж. Изпълнява певчески части от филмите „Камъчето и пингвина“, „Принцеса Анастасия“ и „Фърнгъли 2: Магическото избавление“, записани в „Арс Диджитал Студио“. Работи за дублажните студия „Александра Аудио“, „Доли Медия Студио“, „Про Филмс“, „Андарта Студио“, TV7 и студио „Ви Ем Ес“. Работил е с множество режисьори на дублажа, включително Анелия Шишкова, Анна Тодорова, Василка Сугарева, Георги Стоянов, Даниела Горанова, Десислава Софранова, Добрин Добрев, Живка Донева, Иванка Йонкова (Ваня Иванова), Мариета Петрова, Николина Петрова, Петър Върбанов, Симона Нанова, Таня Димитрова и други.
Сред ролите му в дублажа са на императорският съветник Чифу в „Мулан“, едноокото извънземно – агент Уенди Плийкли в „Лило и Стич“, рибокът Гългул в „Търсенето на Немо“, джиндифиленото човече Джинджи в поредицата „Шрек“ (от втория филм – замествайки Мирослав Цветанов в първия филм, записан през 2002 г.), лъвът Алекс в поредицата „Мадагаскар“ (втория и третия филм – замествайки Анислав Лазаров в първия филм през 2005 г.), змията Лари в „Див живот“, Лорънс в „Принцесата и жабокът“, злият паун Лорд Шен в „Кунг-фу панда 2“, шаманът Господин Гао в „Мей Червената панда“, заекът Ричард Уотърсън в сериала „Невероятният свят на Гъмбол“ и много други.
Той е режисьор на дублажи в студио „Александра Аудио“ от началото на 21-ви век. Режисирал е множество анимационни сериали на Картун Нетуърк, Дисни Ченъл и Никелодеон.
| Актьор           | Филми/Сериали | Роля                                  |
| ---------------- | --- | ------------------------------------- |
| Анди Рихтър      | Пингвините от Мадагаскар (филм) | Морт                                  |
| Бен Стилър       | Мадагаскар 2 (дублаж на Александра Аудио) Мадагаскар 3 (дублаж на Александра Аудио) | Алекс                                 |
| Боби Мойнихан    | Отвътре навън Отвътре навън 2 | Забравящ Боби                         |
| Джеймс Хонг      | Мулан Мей Червената панда | Чифу Господин Гао                     |
| Джеф Бенет       | Том и Джери: Вълшебният пръстен (втори дублаж на Александра Аудио) Невероятните неприключения на Флапджак Батман: Смели и дръзки (в някои епизоди)                                                     | Джоуи Пиперливият Лари Жокера         |
| Джон Раценбъргър | В небето Отвътре навън 2 | Работник Фриц                         |
| Домнал Глийсън   | Зайчето Питър Зайчето Питър 2: По широкия свят | Джеръми Рибаря                        |
| Конрад Върнън    | Синбад: Легендата за седемте морета Шрек 2 (дублаж на Александра Аудио) Шрек Трети (дублаж на Александра Аудио) Шрек завинаги (дублаж на Александра Аудио) Блатната Коледа на Шрек Котаракът в чизми 2 | Джед Джинджифиленото човече (Джинджи) |
| Роналд Лий Ърми  | Играта на играчките 2 Играта на играчките 3 | Сержант                               |
| Фил Люис         | Корабните приключения на Зак и Коди Зак и Коди: Филмът | Господин Моузби                       |

### Войсоуър дублаж

#### Сериали
1. „Аниманиаци“ (дублаж на Арс Диджитал Студио), 2007 – 2008
2. „Дък Доджърс“ (дублаж на Арс Диджитал Студио), 2007
3. „Клуб Уинкс“ (дублаж на TV7), 2008
4. „Новите приключения на Том и Джери“ (дублаж на студио VMS), 2014
5. „От местопрестъплението: Ню Йорк“ (дублаж на Александра Аудио) – Мак Тейлър (Гари Сънийс), в епизоди 4х08 – 4х15, замествайки Стефан Сърчаджиев-Съра

#### Филми
1. „Али Баба и четиридесетте разбойници“, 2005
2. „Банда БМХ“, 2008
3. „Отнесени“ – Роди (Хю Джакман), 2010
4. „Пинокио и Императорът на нощта“, 2006
5. „Принцът на Нил: Историята на Мойсей“, 2005
6. „През плета“ – Върн (Гари Шандлинг), 2010
7. „Семейство Джоунс“ (дублаж на TV7), 2015
8. „Твоите, моите и нашите“ (дублаж на TV7) – Франк Биърдсли (Денис Куейд), 2013

### Нахсинхронен дублаж

#### Анимационни сериали
1. „Lego Dreamzzz“ – Други гласове, 2023
2. „Аватар: Легенда за Анг“ (дублаж на Александра Аудио) – Други гласове, 2013
3. „Бен 10“ – Други гласове, 2016
4. „Бен 10: Извънземна сила“ – Други гласове, 2009
5. „Бен 10: Омнивърс“ – Други гласове, 2012
6. „Бен 10: Ултра-извънземен“ – Други гласове, 2011
7. „Бънсен звяра“ – Кен, 2017 – 2018
8. „Весели мелодии“ – Джон Сурпъс (Настигни го, изплаши го), 2009
9. „Вълнения по вълните“, 2010
10. „Голямото междучасие“ – Други гласове, 2005
11. „Гръмотевичните котки“ – Други гласове, 2012
12. „Домът на Фостър за въображаеми приятели“ – Други гласове, 2009
13. „Дора изследователката“ (дублаж на Александра Аудио) – Хитранко, 2013
14. „Елиът Хлапето“ – Други гласове, 2009
15. „Кид върсъс Кат“, 2010
16. „Кити не е котка“, 2018
17. „Клуб Маус“ – Други гласове, 2003
18. „Клуб Уинкс“ – Флитър (от шести сезон), 2013
19. „Къщата на совите“ – Други гласове, 2021
20. „Къщата на Шумникови“ – Други гласове
21. „Кунг-фу пилета“, 2009
22. „Кунг-фу панда: Легенди за страхотния боец“ – Фуши, 2013
23. „Кръстници вълшебници“ (дублаж на Александра Аудио), 2013
24. „Лабораторията на Декстър“ (дублаж на Александра Аудио), 2012
25. „Монки Кид“ – Други гласове, 2022 – 2023
26. „Най-добрият ми приятел е маймуна“, 2009
27. „Нела, принцесата рицар“ – Физел, 2017
28. „Невероятният свят на Гъмбол“ – Ричард Уотърсън, 2012[36][37]
29. „Невероятните неприключения на Флапджак“ – Пиперливият Лари, 2009 – 2011
30. „Нинджаго“ – Пайтор, Крал Мамбо и Шипелтън
31. „Новите филми за Скуби-Ду“, 2012
32. „Пилоти на дронове“ – Други гласове, 2023
33. „Пингвините от Мадагаскар“ (дублаж на Александра Аудио), 2013
34. „Планетянчетата“ – Флип, 2005
35. „Приключенията на Рапунцел и разбойника“ – Хук Фуут
36. „Реактивните момичета“, 2014
37. „Риби Тийнейджъри“ – Майло, 2011
38. „София Първа“ – Други гласове, 2013
39. „Спайди и невероятните му приятели“ – Хълк, 2021
40. „Спондж Боб Квадратни гащи“ (дублаж на Александра Аудио) – Сепилиям, 2013
41. „Стивън Вселенски“ – Дъг Махешаран и Господин Смайли, 2014
42. „Таласъми на работа“ – Чарли (Кристофър Суиндъл), 2024
43. „Финиъс и Фърб“ – Други гласове
44. „Чаудър“ – Други гласове и вокали, 2009
45. „Шантави рисунки“, 2009
46. „Шоуто на Шантавите рисунки“ – Други гласове, 2012

#### Игрални сериали
1. „Ай Карли“ (дублаж на Александра Аудио), 2013
2. „Биг Тайм Ръш“ (дублаж на Александра Аудио), 2013
3. „Бела и Булдозите“ – Други гласове, 2015
4. „Викторично“ (дублаж на Александра Аудио) – господин Сайковиц и Синджин, 2013
5. „Геймърки“ – господин Самич, 2015
6. „Марвин Марвин“, 2013
7. „Мистериите на Хънтър Стрийт“ – Господин Брул, 2017
8. „Намери ме в Париж“, 2018
9. „Отряд рицари“ – Сър Гарет, 2018
10. „Рицар по неволя“, 2021
11. „Хана Монтана“ (дублаж на Александра Аудио), 2009

#### Анимационни филми
1. „DC Лигата на супер-любимците“ – Уофълс, 2022
2. „Аладин и царят на разбойниците“ – Хоров изпълнител, 2005
3. „Албърт“ – Хортън/Бу/Хари/Папрат/Мос, 2016
4. „Аристокотките“ – Други гласове, 2008
5. „Баз Светлинна година“ – Диаз, 2022
6. „В небето“ – Работник (Джон Ратценбергер) / Други гласове, 2009[41]
7. „Всички на сърф“ – Кели Слейтър, 2007
8. „Гръм“ – Блейк, 2008
9. „Див живот“ – Лари (Ричард Кайнд), 2006[34]
10. „Ела, изпей!“ – Пийт и Кип Кейси, 2016
11. „Ела, изпей! 2“ – Рик/Мейсън, 2021
12. „Замръзналото кралство“ – Кай, 2013[42]
13. „Замръзналото кралство 2“ – Ханс, 2019
14. „Играта на играчките 4: Пътешествието“ – Други гласове, 2019
15. „Имало едно време едно студио“ – Други гласове, 2023
16. „Как да си дресираш дракон“ (дублаж на Александра Аудио) – Други гласове, 2010
17. „Как да си дресираш дракон 2“ – Дребен, 2014
18. „Камъчето и пингвина“ – Хоров изпълнител, 1998
19. „Книга за джунглата“ – Дизи, 2000
20. „Книга за джунглата 2“ – Други гласове, 2007
21. „Котаракът в чизми“ (дублаж на Александра Аудио) – Други гласове, 2011
22. „Котаракът в чизми 2“ – Етичен бръмбар, 2022
23. „Крал Туити“ – Джон Форей, 2022
24. „Кунг-фу панда 2“ (дублаж на Александра Аудио) – Лорд Шен (Гари Олдман), 2011[35][43]
25. „Кунг-фу панда 3“ (дублаж на Александра Аудио) – Сум (Ал Рокер), 2016
26. „Лейди и Скитника“ – Педро, 2006
27. „Легендата за Оз: Завръщането на Дороти“ (дублаж на Про Филмс) – Плашилото (Дан Акройд), 2014
28. „Ледена епоха: Мамутска Коледа“ – Други гласове, 2011
29. „Ледена епоха 4: Континентален дрейф“ – Гупта (Кунал Наяр), 2012
30. „Лило и Стич“ – Плийкли (Кевин Макдоналд), 2002
31. „Ловен сезон“ (дублаж на Александра Аудио) – Други гласове, 2006
32. „Лоракс“ (дублаж на Александра Аудио) – Други гласове, 2012
33. „Лошите момчета“ – Полицай, 2022
34. „Малката стъпка“ – Други гласове, 2018
35. „Маймунджилъци“ – Сергей, 2015[44]
36. „Марко Поло: Завръщане в Ксанаду“ – Ло Фат/Капитан на плаващ кораб, 2004
37. „Ой, къде изчезна Ной!“ – Други гласове, 2015[45]
38. „Отвътре навън“ – Забравител/Джангълс Радост, 2015[46]
39. „Отвътре навън 2“ – Срам голям (Пол Уолтър Хаузър), 2024
40. „Пингвините от Мадагаскар“ – Морт, 2014
41. „Палечка“ (дублаж на Александра Аудио) – Бръмбар (Гилбърт Готфрид), 2006
42. „Принцеса Анастасия“ – Хоров изпълнител, 1998
43. „Приключението на мумиите“ – Денис, 2023[47]
44. „Приключенията на Тинтин: Тайната на еднорога“ – Други гласове, 2012
45. „Принцесата и жабокът“ – Лорънс, 2009
46. „Ранго“ (дублаж на Александра Аудио) – Други гласове, 2011
47. „Рапунцел и разбойникът“ – Романтичен разбойник, 2010[48]
48. „Ратчет и Кланк“ – Други гласове, 2016
49. „Сами вкъщи“ (дублаж на Александра Аудио) – Други гласове, 2016
50. „Синът на голямата стъпка“ – Агент 2/Тим, 2017
51. „Синбад: Легендата за седемте морета“ – Други гласове, 2003
52. „Скуби-Ду и братята Бу“, 2012
53. „Скуби-Ду: Гонитба в компютъра“ (втори дублаж на Александра Аудио) – Други гласове, 2012
54. „Скуби-Ду и Кралят на гоблините“ (дублаж на Александра Аудио), 2012
55. „Смърфовете: Забравеното селце“ – Земеделец, 2017
56. „Снежната кралица 3: Огън и лед“ – Други гласове, 2016[49]
57. „Снежната кралица 4: Огледалното кралство“ – Други гласове, 2019[50]
58. „Спайдър-Мен: В Спайди-вселената“ – Пазач на академия „Вижънс“, 2018
59. „Спайдър-Мен: През Спайди-вселената“ – Лени (Зиги Марли), 2023
60. „Сто и един далматинци“ – Други гласове, 2008
61. „Стихии“ – Прилив/Земен мъж, 2023[51][52]
62. „Супер Марио Bros.: Филмът“ – Други гласове, 2023
63. „Таласъми ООД“ – Чарли, 2002
64. „Том и Джери: Мисия до Марс“ (дублаж на Александра Аудио), 2012
65. „Тролчета“ – Аспен Хайц (Рики Дилън), 2016[53]
66. „Търсенето на Немо“ – Гългул (Остин Пенделтън), 2003
67. „Търсенето на Дори“ – Жак, 2016
68. „У дома“ – Був, 2015[54]
69. „Университет за таласъми“ – Рефер, 2013
70. „Фърнгъли 2: Магическото избавление“ – Хоров изпълнител, 1999
71. „Феноменалните“ – Други гласове, 2004
72. „Хотел Трансилвания“ – Квазимодо Уилсън (Джон Ловиц), 2012[55]
73. „Хортън“ – Хоров изпълнител, 2008
74. „Храбро сърце“ – Други гласове, 2012
75. „Чикън Литъл“ – Други гласове, 2005
76. „Чуден свят“ – Лони Редшърд, 2022

#### Игрални филми
1. „G-Force: Специален отряд“ – Бъки (Стийв Бусеми), 2009[56]
2. „Rogue One: История от Междузвездни войни“ – Други гласове, 2016
3. „Аватар“ (дублаж на Александра Аудио) – Други гласове, 2022
4. „Аватар: Природата на водата“ – Други гласове, 2022
5. „Аладин“ – Други гласове, 2019
6. „Бен 10: Извънземно нашествие“, 2009
7. „Вампирище в училище“ – Рейзън, 2016
8. „Гарфилд“ – Уелдън (Евън Арнолд), 2004
9. „Гарфилд 2“ – Смити (Ян Абъркромби)/Клавдий (Джо Паскел), 2016
10. „Добрият великан“, 2016[57]
11. „Индиана Джоунс и реликвата на съдбата“ – Таксиметров шофьор, 2023
12. „Клифърд, голямото червено куче“ – Други гласове, 2021
13. „Клонирането на Адам“ – Доставчик на пица, 2015
14. „Космически забивки: Нови легенди“ – Други гласове, 2021
15. „Крокодилът Лайл“ – Мъж в метро, 2022
16. „Круиз в джунглата“ – Други гласове, 2022
17. „Лешникотрошачката и четирите кралства“ – Глогин, 2018
18. „Легенди за скрития храм“ – Чет, 2016
19. „Малката русалка“ – Други гласове, 2023
20. „Мармадюк“ (дублаж на Александра Аудио) – Гръм (Деймън Уейънс-младши), 2010
21. „Мери Попинз се завръща“ – Други гласове, 2018
22. „Междузвездни войни: Епизод VII - Силата се пробужда“ (дублаж на Александра Аудио) – Други гласове, 2015
23. „Междузвездни войни: Епизод VIII - Последните джедаи“ – Други гласове, 2017
24. „Мъпетите“ – Доктор Зъб/Ретро Робот, 2012
25. „Неприятели“, 2012
26. „Пепеляшка“ (дублаж на Александра Аудио) – Други гласове, 2015
27. „Руфъс“ – Катерица, 2016
28. „Руфъс 2“ – Били Бигс, 2017
29. „Скуби-Ду: Мистерията започва“ (дублаж на Александра Аудио) – Чистач, 2021
30. „Смърфовете“ – Други гласове, 2011[58]
31. „Снежни приятели“ – Други гласове, 2011
32. „Соло: История от Междузвездни войни“ – Други гласове, 2018
33. „Том и Джери“ – Гост на сватбата/Други гласове, 2021
34. „Уонка“ – Лари Чъкълсуърт	(Рич Фълчър), 2023

### Късометражни филми
1. „Самотни духове“ – Призрак, 2004
2. „Хавайска ваканция“ – Вълна, 2004

### Режисьор на дублажи

#### Сериали
1. „Lego Dreamzzz“ (в няколко епизода е Георги Стоянов), 2023
2. „Злодеите от Вали Вю“, 2023
3. „Ким Суперплюс“ (трети сезон), 2008
4. „Къщата на совите“, 2021 – 2023
5. „Лего Приятели: Следващата глава“, 2023
6. „Малкото царство на Бен и Холи“, 2013
7. „Монки Кид“, 2021 – 2022
8. „Невероятният свят на Гъмбол“ (на мястото на Десислава Софранова), 2013
9. „Нинджаго: Дракони Възходът“, 2023
10. „Спайди и невероятните му приятели“, 2022
11. „Стивън Вселенски“, 2014 – 2019
12. „Стивън Вселенски: Бъдещето“ (в няколко епизода е Василка Сугарева), 2021
13. „Тайните на Гравити Фолс“, 2012 – 2016
14. „Ултра Вайълет и Черния скорпион“, 2023
15. „Хамстер и Гретел“, 2023
16. „Хейли е на ход!“, 2024

#### Филми
1. „Дуум“ (дублаж на Александра Аудио), 2010
2. „Лизи Макгуайър: Поп звезда“, 2010
3. „Мармадюк“ (дублаж на Александра Аудио), 2010
4. „Най-ценният коледен подарък“ (дублаж на Александра Аудио), 2014
5. „Скуби-Ду: Мистерията започва“ (дублаж на Александра Аудио), 2021
6. „Смъртоносна надпредвара 2“ (дублаж на Александра Аудио), 2012
7. „Стивън Вселенски: Филмът“, 2019[59]
8. „Чудовищна забава“, 2014

#### Телевизионни предавания
1. „Награди „Изборът на децата“ 2015“ (2015 Kids' Choice Awads), 2015

- Божинов е българския глас на лъва Алекс, главния герой в поредицата „Мадагаскар“, озвучен в оригинал от Бен Стилър.
- Озвучава в оригинал Джеймс Хонг в анимационните филми „Мулан“ като Чифу, и господин Гао в „Мей Червената панда“.
- Озвучава Денис Куейд във войсоувър дублажа на комедията „Твоите, моите и нашите“ за TV7 като Франк Биърдсли.
- Озвучава в оригинал Стийв Бусеми в „G-Force: Специален отряд“ като хамстера Бъки.
- Озвучава в оригинал Гари Олдман в „Кунг-фу панда 2“ (дублаж на Александра Аудио) като злия паун Лорд Шен.
- Озвучава в оригинал Гилбърт Готфрид в „Палечка“ (дублаж на Александра Аудио) като Бръмбар.
- Озвучава змията Лари в „Див живот“, озвучен в оригинал от Ричард Кайнд.
- Озвучава костенурката Върн във войсоувър дублажа на анимационния филм „През плета“, озвучен в оригинал от Гари Шандлинг.
- Озвучава домашния плъх Роди във войсоувър дублажа на анимационния филм „Отнесени“, озвучен в оригинал от Хю Джакман.
- Озвучава Плашилото в „Легендата за Оз: Завръщането на Дороти“ (дублаж на Про Филмс), озвучен в оригинал от Дан Акройд.
- Озвучава агент Уенди Плийкли в „Лило и Стич“, озвучен в оригинал от Кевин Макдоналд.
- Озвучава в оригинал Джон Ловиц като Квазимодо Уилсън в „Хотел Трансилвания“.
- Озвучава Гългул в „Търсенето на Немо“, озвучен в оригинал от Остин Пенделтън.
- Озвучава Аспен в „Тролчета“, озвучен в оригинал от Рики Дилън.
- Озвучава Рич Фълчър в музикалната комедия „Уонка“ като Лари Чъкълсуърт.
- Озвучава в оригинал Кунал Наяр в „Ледена епоха 4: Континентален дрейф“ като Гупта.
- Озвучава в оригинал Зиги Марли в „Спайдър-Мен: През Спайди-вселената“ като магазинерът Лени.

## Филмография
- „Поетът и дяволът“ (1984)
- „Цветовете на изгрева“ (1987), в първа серия[60]
- „Сивата зона“ (The Grey Zone) (2001)
- „Рапсодия в бяло“ (2002) – Актьор в куклен театър[61]
- „По-добрите новини“ (2003), новогодишна програма на bTV[62]
- „Къде е батко?“ (2009, първи епизод)[63]
- „Тилт“ (2011) – Митничар
- „Под прикритие“ (2013) – Сантиар в морга (трети сезон, 12-ти епизод)
- „Яне от любов“ (2014)[64][65][66]
- „Омбре“ (2014) – мутра 1
- „Христо“ (2016) – Охранител в склада
- „Откраднат живот“